# Kättilsmåla
Kättilsmåla er en landsby i Karlskrona kommun i Blekinge län i Sverige. Den har 251 (2023) indbyggere. I 2010 havde byen 253 indbyggere.